# Yumi, Yumi, Yumi
"Yumi, Yumi, Yumi" ("Chúng ta, chúng ta, chúng ta") là quốc ca Vanuatu, được viết lời và phổ nhạc bởi François Vincent Ayssav (sinh năm 1955) và trở thành quốc ca năm 1980.
| CHORUS: Yumi, Yumi, Yumi i glat blong talem se, Yumi, Yumi, Yumi i man blong Vanuatu! God i givim ples ya long yumi, Yumi glat tumas long hem, Yumi strong mo yumi fri long hem, Yumi brata evriwan! CHORUS Plante fasin blong bifo i stap, Plante fasin blong tedei, Be yumi i olsem wan nomo, Hemia fasin blong yumi! CHORUS Yumi save plante wok i stap, Long ol aelan blong yumi, God i helpem yumi evriwan, Hem i papa blong yumi, CHORUS | CHORUS: Chúng ta (, Chúng ta, Chúng ta) vui sướng tuyên bố Chúng ta (, Chúng ta, Chúng ta) là người Vanuatu! Chúa đã cho chúng ta mảnh đất này; Đó là lý do làm cho chúng ta vui mừng. Chúng ta mạnh mẽ, chúng ta tự do trong mảnh đất này; Tất cả chúng ta là anh em. CHORUS Chúng ta có nhiều truyền thống Và chúng ta đang tìm những hướng đi khác. Bây giờ chúng ta sẽ trở thành Một, Và chúng ta sẽ mãi mãi đoàn kết. CHORUS Chúng ta biết là đang có nhiều việc cần phải làm Trên quần đảo của chúng ta. Mong Chúa, Cha của chúng ta, sẽ giúp chúng ta! CHORUS |